# Cernica (Gnjilane)
Pour les articles homonymes, voir Cernica.
Cërnicë en albanais et Cernica en serbe latin (en serbe cyrillique : Церница) est une localité du Kosovo située dans la commune/municipalité de Gjilan/Gnjilane, district de Gjilan/Gnjilane (Kosovo) ou district de Kosovo-Pomoravlje (Serbie). Selon le recensement kosovar de 2011, elle compte 1 963 habitants.

## Histoire
Dans le village se trouvent plusieurs monuments proposés pour une inscription sur la liste des monuments culturels du Kosovo, dont la mosquée, construite en 1775.

## Démographie

### Évolution historique de la population dans la localité
| 1948  | 1953  | 1961  | 1971  | 1981  | 1991  | 2011  |
| ----- | ----- | ----- | ----- | ----- | ----- | ----- |
| 1 637 | 1 768 | 1 960 | 2 269 | 2 467 | 2 608 | 1 963 |

|  |

### Répartition de la population par nationalités (2011)
En 2011, les Albanais représentaient 98,68 % de la population.